# Eau d'Heure
De Eau d'Heure is een rivier die behoort tot het stroomgebied van de Maas en ontspringt in de Fagne, een streek in het zuiden van België, en in Marchienne-au-Pont uitstroomt in de Samber.
In de waterloop werden in de jaren 1970 kunstmatige stuwmeren aangelegd, de meren van de Eau d'Heure.
Er is een gelijknamige waterloop die echter een zijrivier is van de Ourthe.